# Evropská silnice E67
Mezinárodní silnice E67 je evropská mezinárodní silnice vedoucí z Prahy v Česku do Helsinek ve Finsku přes Polsko, Litvu, Lotyšsko a Estonsko. Je dlouhá 1630 km a prochází pěti hlavními městy. Patří mezi nejdelší a nejvýznamnější evropské silnice mimo páteřních.
970 km dlouhý úsek mezi městy Varšava a Tallinn je znám jako Via Baltica. Je páteřním silničním spojením baltských států. Závěrečný úsek mezi Tallinnem a Helsinkami je veden trajektem (se zhruba 10 odjezdy denně v každém směru).
Převážně je vedena po rychlostních silnicích různého typu, částečně též po dálnicích nebo naopak po obyčejné dvouproudé silnici.
Ve většině délky (z Piotrkowa Trybunalského až do Helsinek) slouží E67 jako alternativní trasa k páteřní silnici E75, která je přerušena Baltským mořem. V tomto úseku se zároveň silnice vymyká pravidlům číslování evropských silnic, neboť liché trasy v rozmezí E67–E73 by se měly nacházet mezi páteřními silnicemi E65 a E75. Silnice E67 je však z větší části vedena východně od E75 a v Litvě dokonce protíná i silnici E85.

## Trasa
Česko

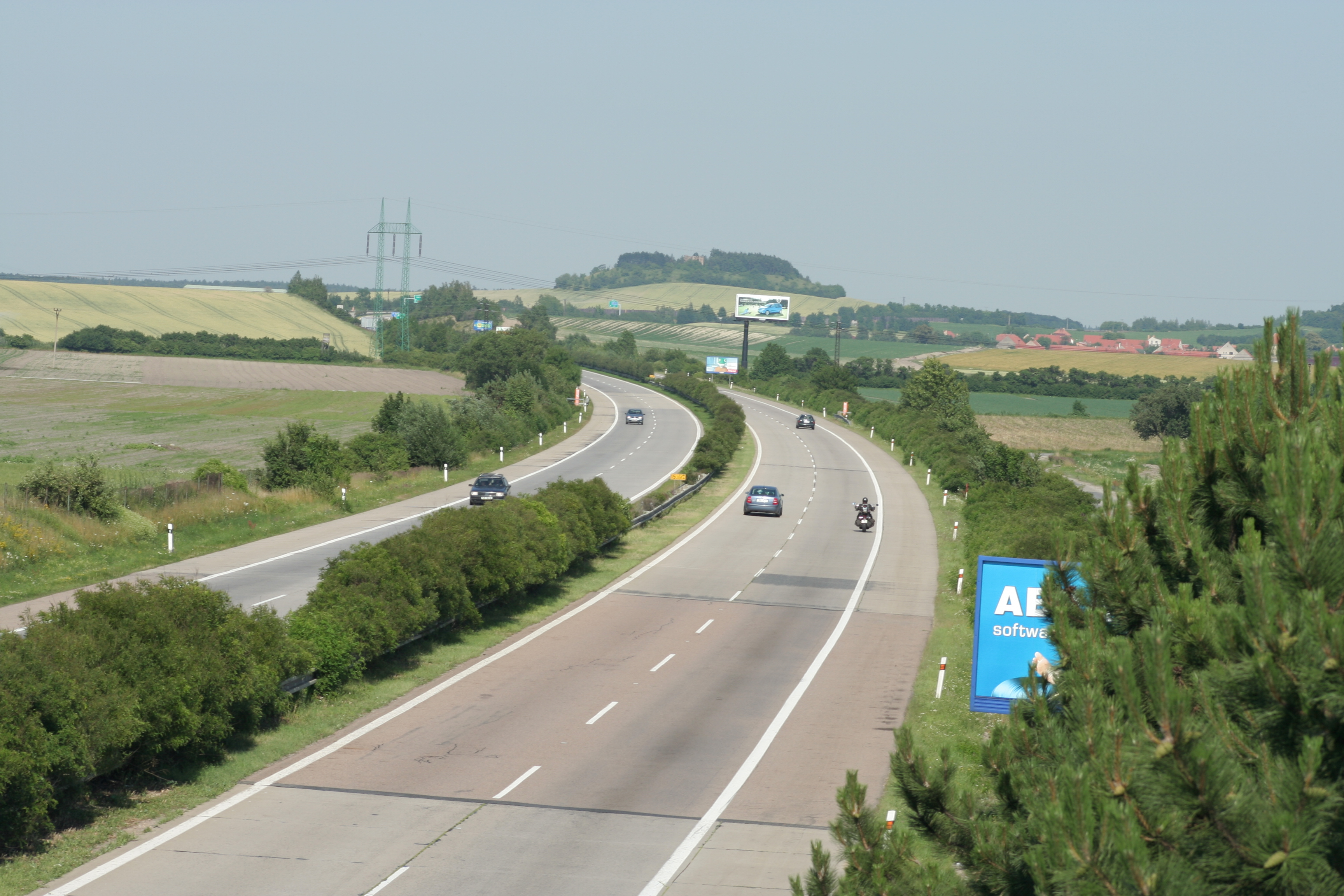
Mezinárodní silnice E67 nedaleko Bříství, Česko

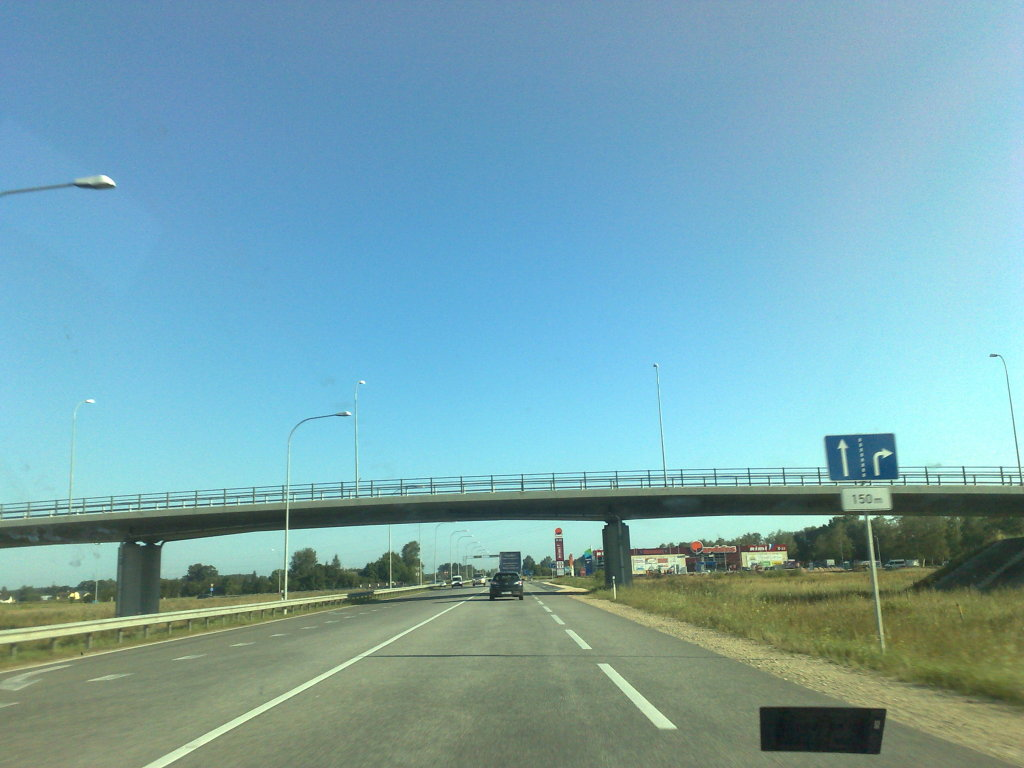
E67 nedaleko Ādaži, Lotyšsko

- Praha (E48, E50, E55, E65)
- – Poděbrady –
- Hradec Králové (E442)
- – Jaroměř – Náchod

 Polsko
- Kudowa-Zdrój – Kladsko –
- Vratislav (E40, E261)
- – Sieradz – Lodž
- (E75)
- Piotrków Trybunalski – Varšava (E30, E77, E372) – Białystok
- – Augustów – Suwałki – Budzisko

 Litva
- Pasiekos – Marijampole (E28) – Kaunas (E85→, E262)
- (→E85)
- – Kedainiai –
- Panevežys (E272)
- – Pasvalys – Škilinpamūšis

 Lotyšsko
- Grenctāle – Bauska –
- Riga (E22, E77)
- – Saulkrasti – Ainaži

 Estonsko
- Ikla – Pärnu – Saue (E265) – Tallinn (E20, E263)

trajekt  Tallinn –  Helsinky
 Finsko
- Helsinky (E12, E18, E75)

## Kontroverze
Via Baltica se stala středem pozornosti v roce 2007, když měla její plánovaná rekonstrukce v dálnici zasáhnout mnohá chráněná přírodní území v Polsku. Nejkontroverznějším úsekem byl obchvat města Augustov, který by vedl skrz mokřady Rospudského údolí, které jsou posledním územím tohoto typu v Evropě a také územím chráněným evropským projektem Natura 2000. Tehdejší polský ministr životního prostředí Jan Szyszko souhlasil s pokračováním stavby silnice, ačkoliv 28. února 2007 obdržel varování Evropské komise, že v případě pokračující výstavby bude Polsko pokutováno. Po urgenci Evropské komise nařídil v červenci 2007 polský premiér Jarosław Kaczyński zastavení prací na obchvatu. Pod vlivem lokálních, domácích i zahraničních protestů byl obchvat nakonec přetrasován tak, že se přírodně cennému území zcela vyhnul.

## E67 v Česku
V Praze E67 začíná společně se začátkem dálnice D11, u křižovatky s dálnicí D0 (Pražským okruhem), kde je navázána na páteřní evropské silnice E50, E55 a E65. Pak je vedena po celé dálnici D11, okolo Hradce Králové, kde se kříží s evropskou silnicí E442, až k Jaroměři, kde je svedena na silnici I/33 do Náchoda, kde překračuje hranici a pokračuje do Polska (silnice č. 8). V tomto úseku je dosud vedena skrz Náchod, který by ale měl být překonán obchvatem kterého výstavba započala 11.3.2025 a měl by být dokončen za tři roky. Jaroměř a ostatní obce jsou překonaný obchvatem.  
V budoucnu bude E67 pravděpodobně přetrasována na dokončenou dálnici D11, která povede (výhledově od roku 2028) od Jaroměře podél silnice I/37 a I/16 přes Trutnov a hraniční přechod Královec/Lubawka. V Polsku u Bołkowa se pak dotkne se silnicí E65 a po silnici č. 5 povede do Vratislavi.